# Aubry Ier de Mâcon
Pour les articles homonymes, voir Aubry II de Mâcon, Aubry et Mâcon.
Albéric ou Aubry Ier de Mâcon (885-943), nommé aussi Aubry de Narbonne, fut vicomte de Narbonne (avant 911-918), vicomte, puis comte de Mâcon (915-943) et seigneur de Salins (942-943).

## Biographie

Les pagi bourguignons au IXe siècle.

Aubry naît vers 885. Il est le fils puîné du vicomte de Narbonne Mayeul et de son épouse Raimonde. Sa famille appartient à l'entourage de la puissante famille des Guilhelmides, et en particulier de Guillaume le Pieux, duc d'Aquitaine et marquis de Gothie, et plus particulièrement comte d'Auvergne, de Mâcon, de Bourges et de Lyon. C'est peut-être au début du Xe siècle qu'Aubry épouse Attellane, la fille du vicomte de Mâcon, Racon (ou Raculfe), qui appartient également à l'entourage de Guillaume le Pieux. 
Aubry devient vicomte de Narbonne avant 911 – la date de la mort de son père n'est pas connue. À la mort de son beau-père, Racon, en 915, il devient également vicomte de Mâcon, sans doute avec l'assentiment de Guillaume le Pieux. Il doit cependant abandonner Narbonne en 918, à la mort de Guillaume le Pieux, alors que le marquisat de Gothie, dont relevait la vicomté, est cédée à Eudes, le comte de Toulouse du lignage des Raimondins. 
En 927, à la mort d'Acfred, neveu et successeur de Guillaume le Pieux, éclate une véritable « guerre de succession » pour le duché d'Aquitaine qui oppose pendant vingt ans les Ramnulfides, comtes de Poitiers, et les Raimondins, comtes de Toulouse. En 932, Aubry en profite pour s'emparer du titre comtal. 
Il s'approprie également Salins qui relevait de l'abbaye territoriale de Saint-Maurice d'Agaune et de ce fait était bien trop éloignée du siège de cette abbaye pour être efficacement protégée. Par cette inféodation, l'abbaye s'assurait d'un seigneur puissant pour veiller à ses intérêts. Bernon, évêque de Mâcon et descendant de cette maison, accordait à Albéric le château de Confrançon, le bourg et l'église de Saint-Amour et la prévôté de Vinzelles. Albéric pour sa part lui cède le lieu de Montgudin, la ville de Civria et celle de Savigny. En 941, Maynier, prévôt de l’abbaye de Saint-Maurice d'Agaune, donne à Albéric les terres que le monastère possède dans les comtés de Scoding et de Warasch, à savoir Aresches, Chamblay, Usie, le château de Bracon et une partie des Salines. Cette donation, approuvée par le roi de Bourgogne, Conrad III, est faite à la condition de les rendre après la mort d'Aubry et de ses fils si l'abbaye les demande.
Il meurt en 943 et est inhumé sous le parvis de l'église Saint-Étienne de Besançon.

## Mariage et descendance
Aubry épouse Attellane (ou Atallana ou Attala ou Adela ou Tolana de Mâcon), fille unique de Raculfe (ou Ranoux ou Racon), vicomte de Mâcon,.
De ce mariage sont issus :
- Humbert (905-957/58) : seigneur de Salins de (943-957/58) ;
- Liétald (915-965) : comte de Mâcon (943-965) et comte de Besançon (952-965).